# Сара Віннемакка
Сара Віннемакка (англ. Sarah Winnemucca, у шлюбі Сара Віннемакка Гопкінс, уродж. Токментоні, Thocmentony; бл. 1841 — 17 жовтня 1891) — дочка вождя племені паютів, американська письменниця та освітянка. Відома як перша індіанська письменниця, яка опублікувала свою книгу англійською мовою. Авторка автобіографії «Життя серед паютів: їхні помилки і претензії», яка розповідає про контакти її народу з білими поселенцями.

## Життєпис

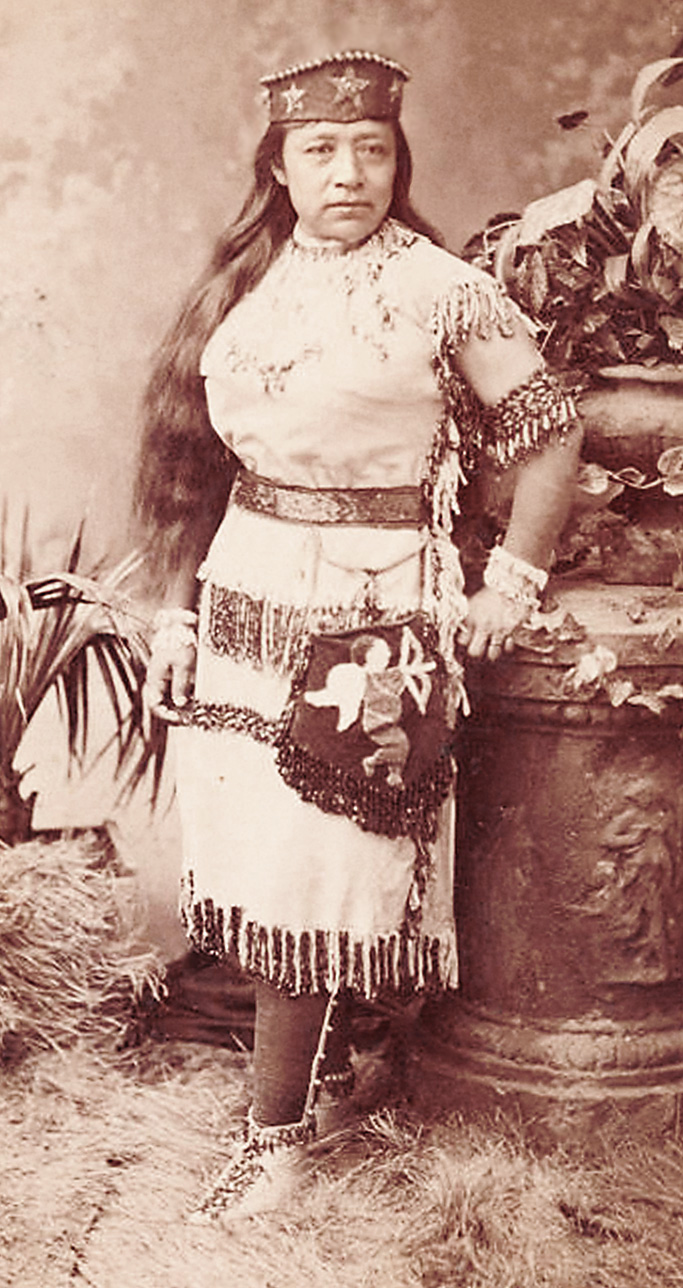
Сара Віннемакка Гопкінс, фото 1883 року, Бостон

Батько Сари, Віннемакка (бл. 1820—1882), — вождь однієї з племінних груп північних паютів — винятково дружньо ставився до білих, тому вирішив дати дочці «білу» освіту. Репутація Сари серед паютів досі неоднозначна, оскільки вона працювала перекладачкою в армії США саме тоді, коли паюти, умови існування яких у резервації стали нестерпними, вели кілька воєн проти уряду США. З іншого боку, саме книга Сари Віннемакки багато в чому відкрила для білих індіанський світ.
У 1880-ті роки Сара Віннемака відкрила школу для індіанських дітей, метою якої було просування індіанської культури. Школу закрито після прийняття 1887 року закону, за яким індіанські діти мали отримувати освіту англійською мовою.
1891 року вона померла в будинку своєї сестри від туберкульозу.

## Пам'ять
2005 року, на гроші, виділені штатом Невада, в Залі статуй Капітолія США споруджено статую Сари Віннемакки.
Внесена до Національної зали слави жінок.